# 江苏省徐州市第一中学
徐州市第一中学是江苏省徐州市的一所高级中学。学校入选国家级示范性高级中学江苏省，四星级高中，江苏省高品质示范高中建设立项学校。

## 历史沿革
清康熙六十年（1721年），云龙书院創辦。光绪二十九年（1903年），云龙书院變更為徐州中学堂。1906年，徐州师范学堂創建。1913年，徐州师范学堂更名为江苏省立第七师范学校。1917年，徐州中学堂更名為江苏省立第十中学。
1927年，江省立第十中学与江蘇省立第七师范学校合并為第四中山大学区立徐州中学。1928年更名为江苏省立徐州中学。
抗日战争爆发后，江蘇省立徐州中学搬遷至武汉。1938年春停办。1946年2月，江苏省立徐州中学复校。1948年12月1日，徐州被中國人民解放軍佔領後，江蘇省立连云中学和立达女子中学并入江苏省立徐州中学，同時學校更名为徐州市立第一中学，後更名山东省徐州市立第一中学。1953年6月4日，又更名為江苏省徐州市第一中学。1998年起，學校不再招收初中学生，並創辦江苏省徐州市撷秀初级中学。
2020年秋，徐州一中校址由九里区搬至新城区紫金路，而九里区原校址处建成徐州中学。紫金校区由徐州一中校友、中国工程院院士、深圳建筑设计研究总院孟建民主持设计。目前，紫金校区二期正在修建中。

## 学校地址
- 本部（民办）：江苏省徐州市泉山区夹河前街26号
- 分校（公办）：江苏省徐州市新城区紫金路